# Мурсия
 Тази статия е за града в Испания.  За автономната област вижте Мурсия (автономна област).  
Му̀рсия (на испански: Murcia) е град в Испания и столица на едноименната автономна област Мурсия.
Намира се в Югоизточна Испания по поречието, но река Сегура. Населението му е 422 861 жители от преброяването през 2007 г., което го прави 7-ия по население град в Испания, а в градската му агломерация достига до 563 272 души (2007).

## Побратимени градове
- Валенсия, Испания